# Троцкий о Балканских войнах

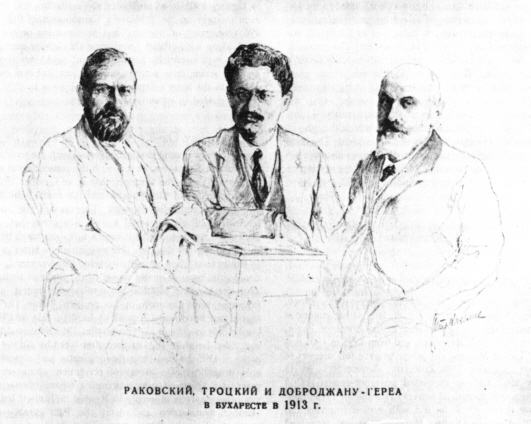
Л. Троцкий (в центре) с Х. Раковским (слева) и К. Доброджану-Геря в Бухаресте (1913)

Троцкий о Балканских войнах — серия статей Льва Троцкого, опубликованных в период Балканских войн 1912—1913 годов, во время которых он находился в зоне боевых действий в роли военного корреспондента газеты «Киевская мысль». Троцкий прибыл из Вены в Софию, ставшей его основной резиденцией на всём протяжении первого периода Балканской войны, в день начала боевых действий; своими балканскими впечатлениями он начал делиться с читателями ещё в дороге. В тот период Троцкий, писавший под своим старым псевдонимом Антид Ото, поддерживал лозунг «Балканы — балканским народам!» и выступал за создание единого федеративного государства на всём полуострове, по примеру США или Швейцарии. Он также написал цикл «душераздирающих» статей, посвящённых страданиям рядовых участников войны и тем «военным зверствам», которые ему описывали солдаты и офицеры обеих сторон конфликта. С конца ноября 1912 до лета 1913 года Троцкий находился преимущественно в Румынии, где вновь сблизился с Х. Раковским и вступил в очередной заочный конфликт со сторонником идей панславизма П. Милюковым. Находясь в румынской столице в день подписания Бухарестского мирного договора, революционер составил ряд обширных очерков по истории Балкан, их текущей социально-политической ситуации и будущему региона.
Материалы Троцкого вошли в выпущенный уже в 1913 году сборник статей зарубежных журналистов о событиях Первой Балканской войны; в дальнейшем корреспонденции революционера — которые оценивались как классика антивоенного журнализма и пример блестящей журналистики вообще — стали рассматриваться в самой Болгарии в качестве одного из немаловажных источников информации о событиях того времени, не потерявшего своей актуальности и в XXI веке. При этом роль военного корреспондента виделась самому Троцкому как подготовка к революционному 1917 году. В советское время работы Троцкого этого периода стали частью его собрания сочинений — шестой том собрания назывался «Балканы и Балканская война» (1926). Английский перевод книги появился только в 1980 году, а в 1993, в связи с началом Югославских войн, работа Троцкого была переиздана в качестве важного источника по истории полуострова.

## Предыстория. «Киевская мысль»
В середине 1912 года, «опробовав» Льва Троцкого как журналиста и «высоко оценив его хватку», редакция газеты «Киевская мысль» обратилась к нему с «заманчивым» предложением: поехать в качестве собственного корреспондента на Балканский полуостров с целью освещения назревавшего военно-политического конфликта. Троцкий, принимавший в июле 1910 года участие в XVII съезде Болгарской рабочей социал-демократической партии, немедленно согласился, взяв на себя обязательства отражать события на Балканах более или менее объективно, то есть отвлекаясь от своих социал-демократических взглядов (писать вне классовых принципов). При этом свои заметки о ситуации на Балканах революционер публиковал ещё с 1910 года: его интересовала тема младотурков и аннексии Боснии и Герцеговины Австро-Венгрией.

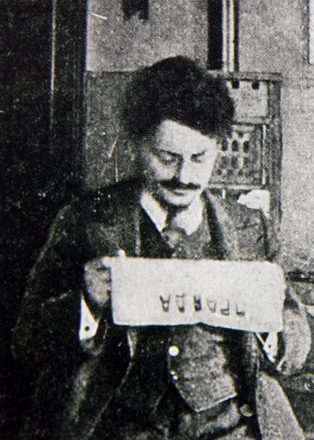
Троцкий читает газету «Правда» в Вене (ок. 1910)

Биографы Троцкого Юрий Фельштинский и Георгий Чернявский полагали, что существовали особые причины, по которым Троцкий — обычно очень осторожный в принятии на себя обязательств, особенно связанных с сотрудничеством с либеральной газетой — решил согласиться на предложение редакции: политическая неудача с созданием Августовского блока, возможно, была причиной переключения революционера на журналистскую деятельность. Финансовые сложности — как личные, так и связанные с изданием газеты «Правда» — также могли способствовать скорому принятию предложения.
Перед своим отъездом на Балканы Троцкий договорился о сотрудничестве также и с санкт-петербургской меньшевистской газетой «День» — а также и со своим родственником Моисеем Шпенцером, издававшим в те годы газету «Одесские новости». Непосредственно перед поездкой Троцкий просмотрел обширную литературу по истории и современному положению Балкан, где он до этого был всего один раз — когда провёл несколько дней Болгарии в июле 1910 года в роли «легендарного героя Петербургского Совета», разоблачая панславянский конгресс («панславянскую комедию», во выражению самого Троцкого), проходивший под покровительством Павла Милюкова. По информации Исаака Дойчера, Троцкий ещё несколько раз посещал Белград и Софию в период между 1910 и 1912 годами. Будущий наркомвоенмор попытался изучить полуостров как театр военных действий и даже составил небольшой реферат под названием «Храбрость черногорца и храбрость албанца». В итоге, Троцкий приступил к профессиональной работе в качестве журналиста на Балканах; он оказался в «пороховом погребе» Европы как раз в тот момент, когда там разразился «пожар» — «ящик Пандоры раскрылся».

## История

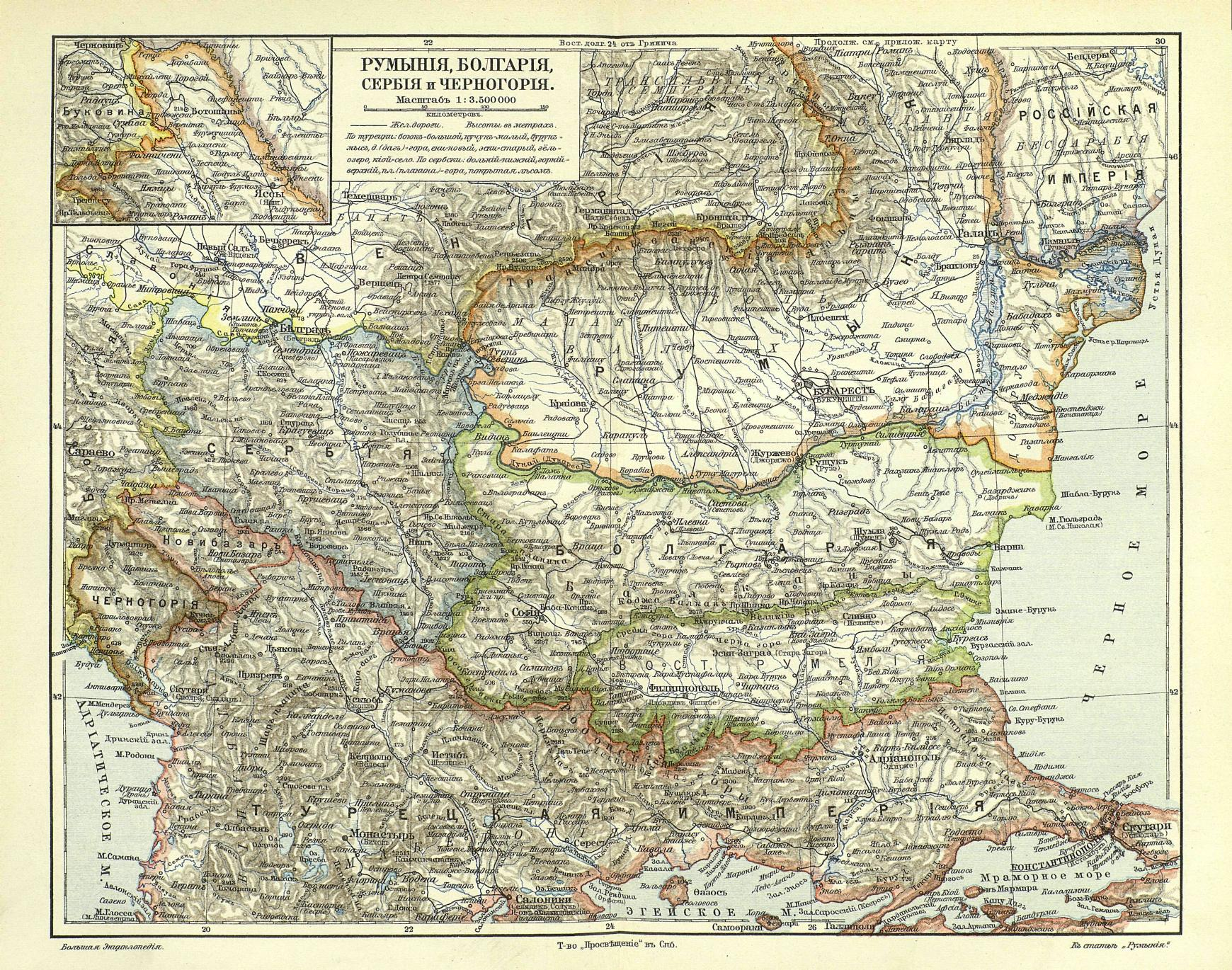
Границы по итогам Берлинского Конгресса

### Начало боевых действий
Война между Италией и Османской империей, начавшаяся осенью 1911 года на территории Африканского континента и связанная с борьбой за Триполитанию, показала как военную, так и политическую слабость Османской империи. В Болгарии, где в тот период были популярны идеи о турецком господстве над исконными территориями (Македония и Фракия), стали усиливались военные настроения. В 1911—1912 годах группы членов Внутренней македонско-одринской революционной организации (ВМОРО), организовали несколько взрывов «адских машин» (бомб), в результате которых пострадало несколько турок. В ответ мусульманские фанатики начали резню болгарского населения городов Штип и Кочани. В результате, практически все политические силы Болгарии (кроме социал-демократов и Болгарского земледельческого народного союза) выступили за национальное освобождение Фракии и Македонии военным путём.
Весной 1912 года был сформирован Балканский союз: в составе Болгарии, Сербии, Греции и Черногории. В тайном приложении к болгаро-сербскому договору указывалось на наличие бесспорной (болгарской) и спорной зон в Македонии, на которую претендовала и Сербия. 5 (18) октября 1912 года между странами Балканского союза и Османской империей началась война.
Троцкому, в качестве зарубежного корреспондента, предстояло разобраться в массе хитросплетений балканской политики начала XX века и доступно донести информацию о них либерально-демократическому читателю Российской империи. При этом, общее внимание русской социал-демократии к балканским проблемам было обусловлено тем, что в начале XX века полуостров превратился в «крупный очаг мировой политики». 25 сентября Троцкий выехал из Вены, в которой он проживал во время своей второй эмиграции; несколько дней он провёл в Белграде, в результате чего в «Киевской мысли» появились его «балканские первенцы» — корреспонденции «В дороге» и «Белград» — подписанные старым псевдонимом Троцкого, относящимся ещё ко временам его первой ссылки в Иркутскую губернию: «Антид Ото». В дальнейшем некоторые статьи Троцкого — особенно в тех случаях, когда в одном номере публиковалось несколько материалов — печатались также и под псевдонимом «Л. Яновский» (революционер родился в селе Яновка).
Из сербской столицы Троцкий отправился в Софию, которая и стала его основной резиденцией на всём протяжении начального (наступательного) периода Первой Балканской войны. Понимая, что Болгария, являясь наиболее крупной как в экономическом, так и в военном отношении страной полуострова, станет главным участником антиосманского союза, будущий нарком воспринимал именно её столицу в качестве наиболее удобного места для наблюдений. Полтора месяца, до 26 ноября 1912 года, Троцкий безвыездно находился в Болгарии, а в последующий период неоднократно возвращался в Софию: в итоге именно болгарские сюжеты превалировали в его работах, хотя он и уделял внимание другим странам региона. В своих многочисленных корреспонденциях революционер рассматривал как общие, так и конкретные вопросы экономической и политической ситуации в Болгарии, преимущественно с точки зрения военных действий.

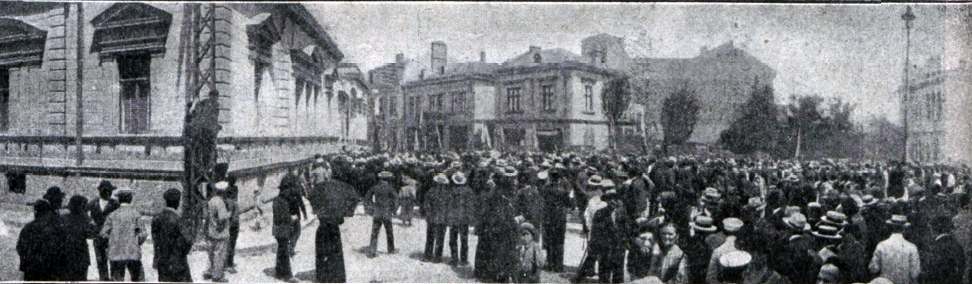
Толпа с Софии в ожидании новостей о войне (1912)

Троцкий в период Балканских войн был не единственным корреспондентом «Киевской мысли» в регионе: другим представителем газеты являлся довольно известный писатель Евгений Чириков, который печатался в газете значительно реже Антида Ото. Чириков и Троцкий не поддерживали между собой непосредственного контакта, являясь конкурентами. Будущий нарком работал в тесном сотрудничестве с корреспондентами «Frankfurter Zeitung» и «Daily Telegraph».

### В Софии

#### «Первые впечатления»

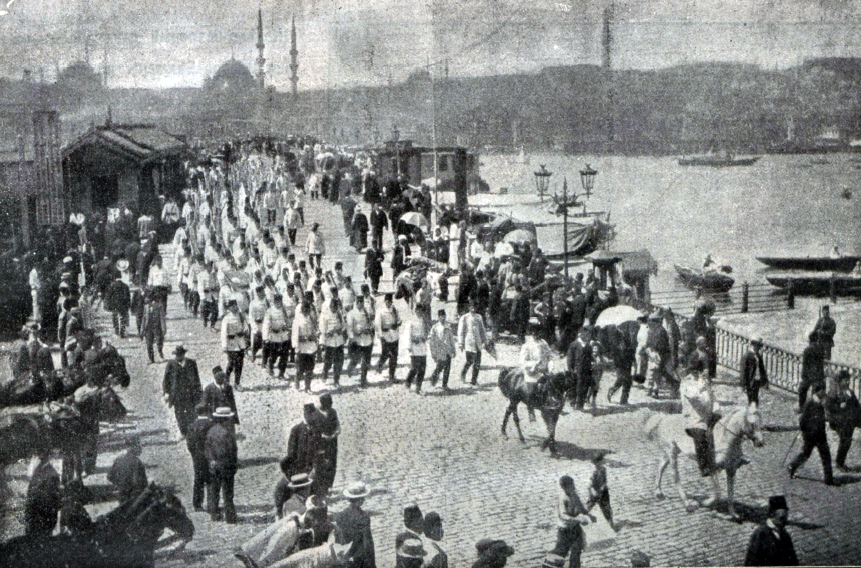
Пехота османской армии в Стамбуле

Троцкий прибыл в Софию в день начала войны — 5 октября. Своими первыми впечатлениями, которые возникли у него ещё в поезде Белград — София, он поделился с читателями российской столичной газеты «День»: статья «Перед событиями» являла собой типичный репортаж о мнениях, которыми обменивались представители болгарской и сербской элиты, а также другая местная публика, оказавшаяся в одном поезде с Троцким. Главным объектом обсуждения пассажиров стала статья германского военного эксперта, бывшего полковника Рихарда Гедке, посвящённая балканским армиям: соглашаясь с определением соотношения сил сторон конфликта, данным германским экспертом, Троцкий утверждал, что силы Балканского союза будут превышать численность османской армии только на протяжении первого этапа войны. Болгария при этом являлась наиболее мощным государством союза: Гедке приводил данные, что из 335 тысяч войск союзников болгарская армия выставляла 200 тысяч. Троцкий, проявив свои обширные познания в балканской проблематике, полагал эти данные преуменьшенными вдвое: его мнение подтверждали современные исследования, определявшие численность болгарской армии в 592 тысячи человек, а её союзников — в 350 тысяч. Опираясь в том числе и на мнение «зрелых политиков Болгарии» (не названных Троцким и, по предположению Фельштинского и Чернявского, просто придуманных для убедительности), революционер — связывавший кризис в регионе с обострением революционной ситуации в Европе в целом — небезосновательно полагал, что союзники смогут рассчитывать на военные успехи только в первое время: странам Балканского союза была не по силам длительная военная кампания, в то время как Османская армия могла рассчитывать на «малоазиатские и сирийские резервы».

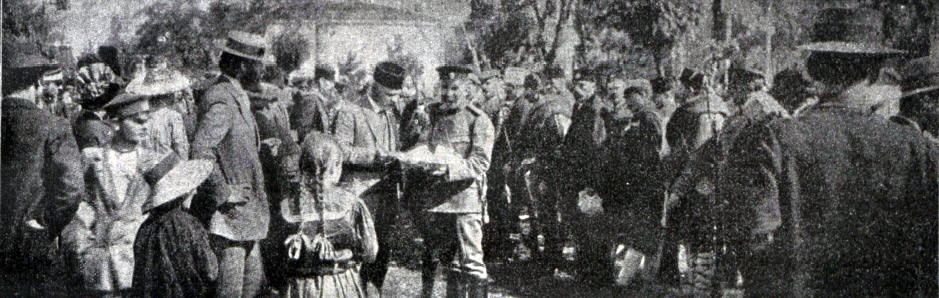
Резервисты в Софии (1912)

В статье «Первые впечатления», опубликованной в «Киевской мысли» 3 октября, Троцкий выражал и свою эмоциональную оценку мобилизации — ощущение того «бессилия перед историческим фатумом… и боль за эту человеческую саранчу, которую везут на истребление». Кроме того революционер обращал внимание на пограничный контроль, пытавшийся препятствовать гражданам Австро-Венгрии участвовать в конфликте на стороне сербской армии.

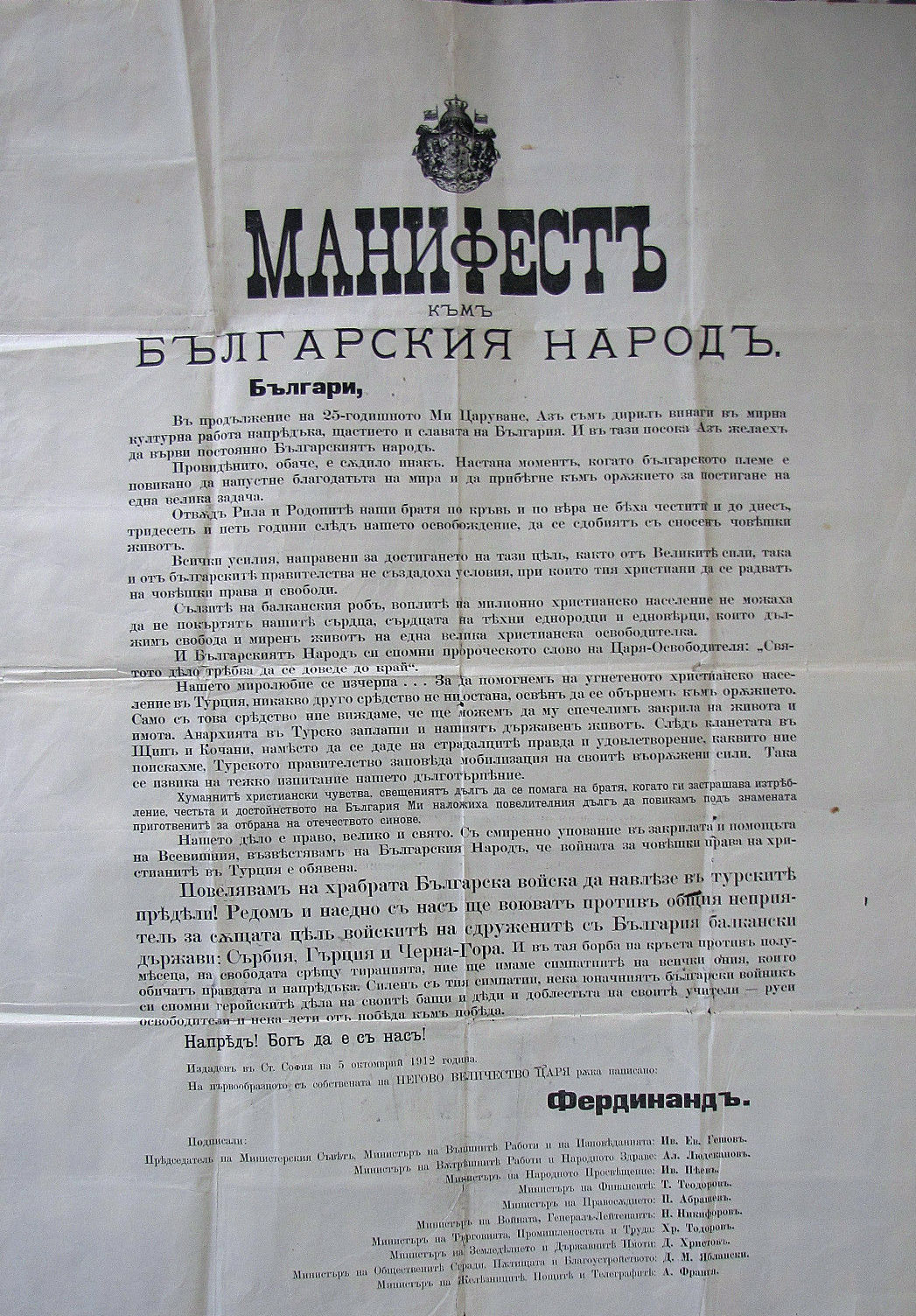
Манифест о начале войны

В ряде своих следующих сообщений Троцкий, которому в тот период не был присущ крайний левый радикализм, давал реалистическое представление о единодушии народа Болгарии в поддержке царя Фердинанда: жители страны воспринимали войну как своего рода «Крестовый поход» за освобождение от турецкого господства своих «единокровных братьев и сестер» в Македонии и Фракии. В последующих корреспонденциях Антид Ото сообщал о содержании военной прокламации Фердинанда, объявленной в Старой Загоре, и о толпах народа, кричавших «ура» царице и министрам — но уже к полудню толпа разошлась и «выступили приметы будничной жизни». От «живых» наблюдений Троцкий переходил к анализу причин и сущности балканской войны: он подчёркивал её прогрессивный характер и видел смысл боевых действий в попытке кратчайшим путем разрешить вопрос о создании «новых государственно-политических форм, более приспособленных для развития балканских народов». При этом он подчёркивал единство точек зрения европейских демократических кругов (революционер предусмотрительно опустил термин «социал-демократических»):
Балканы — балканским народам! Нужно отстаивать для них возможность самим устраиваться — не только по воле и разуму их, но и по силе их — на той земле, которую они населяют.
Таким образом, Троцкий — которого как публициста и журналиста привлекали не только сами военные действия, но и общественная жизнь балканских стран — признавал Македонию и Фракию болгарскими землями, считая, что они имели все основания для воссоединения с Болгарским государством. Данные взгляды Троцкого были близки к позиции большинства болгарских политиков. Троцкий не исключал, что автономная или независимая Македония, с центром в городе Солуне, может стать частью будущей «Балканской федерации», выступив в роли «соединительного звена между всеми балканскими государствами». Подобный подход означал, что Троцкий, неутомимый в своей журналистской работе, решительно отвергал притязания европейских держав на территории балканских стран: в частности, им отвергались проявления колониалистской политики, прикрывавшиеся фразами об этническом родстве (Фельштинский и Чернявский полагали, что Троцкий имел в виду Российскую империю). Антиколониальный лозунг «Балканы — балканским народам!» сопоставлялся Троцким с идеями итальянской освободительной войны против Австрийской империи 1859 года. Внутренний смысл подобного сопоставления заключался в надежде на решение проблем полуострова путём создания федеративного или конфедеративного государственного объединения, поскольку каждая нация полуострова в отдельности не обладала достаточными ресурсами для развития (подобное суждение высказывалось ещё Карлом Марксом и Фридрихом Энгельсом).

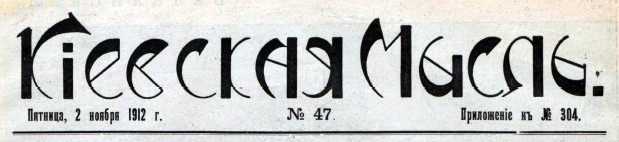
Газета «Киевская мысль»

В статье «Война объявлена…», написанной свойственным автору «блестящим языком», Троцкий называл начавшийся конфликт «национально-освободительным» и соглашался с тем, что смешанный состав населения полуострова являлся большой трудностью для обеспечения «государственных условий сожительства» — но в то же время настаивал принципиальной возможности создание таких условий, приводя в пример Соединённые Штаты Америки и Швейцарию. Троцкий, адекватно оценивая сложившуюся на полуострове обстановку, был вынужден признать как крайнюю отдалённость и неопределённость подобного рода решений, так и неизбежность присутствия фактора Великих держав в судьбе Балкан, замечая при этом, что подобные «политические планы… не стоят костей одного курского пехотинца» (в данном высказывании он перефразировал Бисмарка). Революционер позже писал и о добровольцах из Российской империи (включая армянские части, в которых состояло около 230-ти человек), сражавшиеся против Османской империи: он весьма нелицеприятно характеризовал деятельность российских дипломатов, потакавших, по его мнению, истреблению армян турками.
Ставя перед войной достаточно ограниченные цели — главной из которых являлось соблюдение Османской империей 23-й статьи Берлинского трактата от 1878 года (данному документу Троцкий дал «блистательную» характеристику), предусматривавшей автономию всех её европейских провинций — союзники, по мере продвижения болгарских вооружённых сил, выдвигали новые противоречивые задачи. 19 октября Троцкий отмечал данный факт в корреспонденции для газеты «Одесские новости»; в данной «компетентной» статье он подчёркивал, что цели войны по-разному виделись государственными деятелями стран Балканского союза — при этом их объединяло одно: надежда на поддержку каждого из планов со стороны Российской империи. Один из болгарских политиков говорил Троцкому, что цели войны могли бы расшириться в зависимости от хода событий:
Россия поставила бы крест на своей балканской политике… Я имею в виду прямое военное наступление России… Два корпуса из Одессы сюда на черноморское побережье Турции, под Константинополь — и Балканский полуостров будет очищен от турецкого владычества.

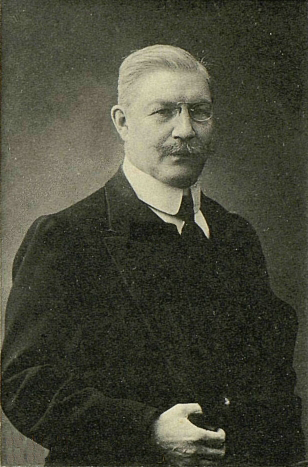
П. Милюков в 1910 году

По мнению Троцкого, подобные утопические и безответственные планы были весьма характерны для многих болгарских русофилов, считавших Российскую империю всесильной. Обсуждая такие расчёты, Троцкий, тесно увязывавший национальный и государственный вопросы, давал понять своим читателям, что они не были связаны с официальным курсом империи — что было подтверждено рядом современных исследований. В статье «Наблюдения и обобщения» отличавшийся широким диапазон интересов автор подчёркивал, что «под отзывами мнимого недоумения», связанного с неучастием Русской императорской армии в боевых действиях, ощущалась уверенность, что, помимо официальной (рассчитанной на Европу) «русской политики миролюбия и status quo существует ещё другая, настоящая русская политика, которая в основном совпадает сейчас с политикой балканских союзников». Троцкий иронично продолжал:
Только в оправе этой уверенности, которая, разумеется, должна иметь свои серьезные основания, русским гражданам пока еще неведомые, становится понятной решимость балканских правительств, которая на первый взгляд слишком похожа на беспечность.

#### «Наблюдения и обобщения»

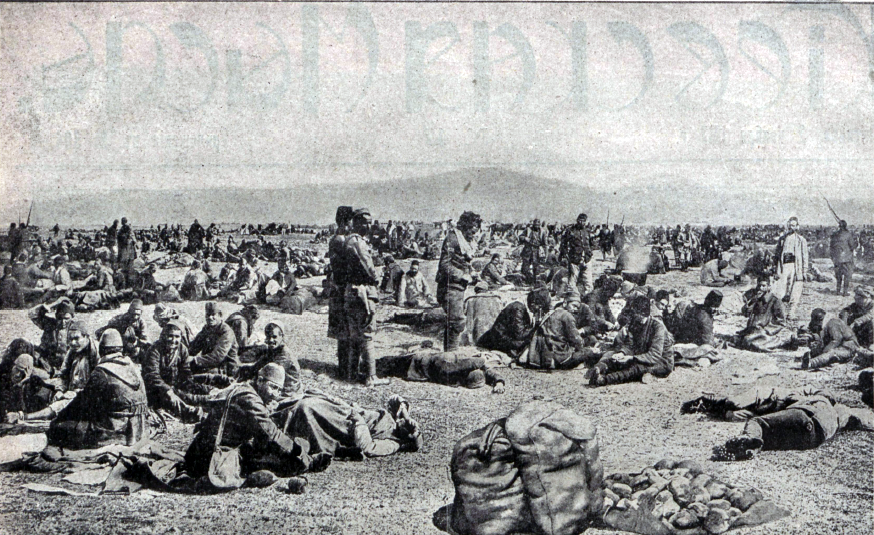
Пленные османские солдаты после сражения у Киркилиссе

По мнению Фельштинского и Чернявского, на Троцкого произвели глубокое впечатление первые заметные победы болгарских войск: прежде всего занятие без боя города Лозенграда (Киркилиссе), а также осада наиболее крупного центра региона, города Одрина (Адрианополя, Эдирне). В «Наблюдениях и обобщениях» будущий глава Красной армии, изначально выступавший против военного решения балканской проблемы, писал, что «население ожидало несомненного крупного успеха», и воссоздавал картину энтузиазма, которым был охвачен центр Софии: в городе развевались национальные знамёна, а греческий посланник и британский корреспондент Ваучер, которого революционер назван «чем-то вроде лорда-протектора болгарского народа» (см. Британская Индия), были подхвачены толпой на руки. Всплеск национальной энергии и эмоций, нередко переходившие в открытый шовинизм, привели к тому, что вечером в Софии прошло факельное шествие, а улицы были заполнены народом, распевавшим патриотические песни, в то время как местные газеты выпустили специальные срочные приложения (Троцкий употребил болгарское слово «притурка»). В этой и в нескольких следующих корреспонденциях Троцкий, интересовавшийся в чем состоят политические цели войны и каково действительное настроение людей, перешёл от впечатлений к анализу значения взятия Лозенграда, оценив его как бесспорно крупное военно-политическое событие, открывавшее путь к наступлению на Стамбул-Константинополь. В то же самое время Троцкий, чьи работы отличала глубина понимания происходящих событий, не разделял того восторженного энтузиазма, с которым было встречено падение крепости: он полагал, что часть столичной болгарской прессы, которую считал ответственной за психологическую подготовку к войне, была «прямо-таки бесстыдной», поставляя своим читателям информацию об огромных трофеях и взятых пленных (включая османских принцев и министров), которые «были высосаны из собственных неопрятных пальцев» безответственными авторами «притурок». (Всего в Софии ежедневно выходило пятнадцать газет, из которых две являлись социалистическими.) Далее Троцкий делал вывод, что крепость «не столько была взята болгарами, сколько покинута турками, отступавшими в беспорядке», что было подтверждено современными исследователями.

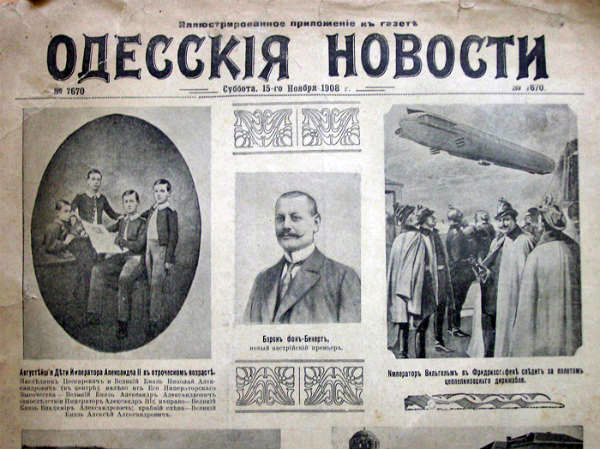
Газета «Одесские новости»

Падение Лозенграда и его последствия Троцкий рассмотрел в специальной статье, оставшейся неопубликованной: Фельштинский и Чернявский полагали, что либо «Киевская мысль» не решилась её поместить, либо она не была пропущена болгарской военной цензурой. В статье Антид Ото, знавший предысторию Балканской войны и хорошо ориентировавшийся во внутренней жизни балканских стран, писал о фантастичности численности взятых болгарами пленных, полагая, что победители просто не были в состоянии подсчитать их точное количество за столь короткое время. Одновременно Троцкий, который, в отличие от Ленина, активно оперировал в своих балканских работах фактическим материалом, размышлял и о положение в Одрине — имевшем 17 фортов, расположенных на фронте в 40 километров — называя его «ключом к Константинополю». Силу болгарской армии автор видел в «большой скорости мобилизации и передвижения», а преимущества турок — в больших людских резервах и финансовых возможностях. Отсюда он делал вывод, что ключевым становился фактора времени: обращая внимание на рассуждение между объявленной целью войны (освобождением Македонии) и основным театром военных действий (Восточной Фракией), Троцкий предостерегал от затягивания конфликта.

### «Изнанка победы»

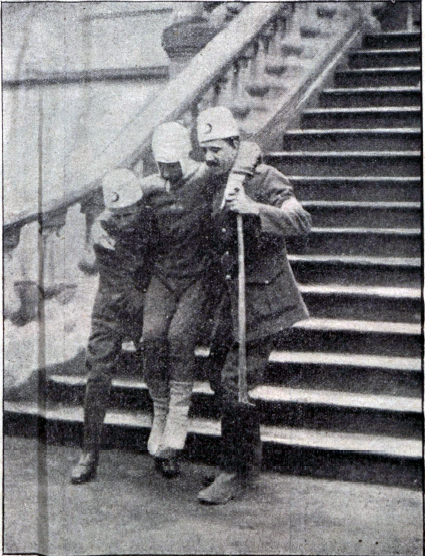
Раненый османский солдат (1912)

По мере развития военных действий обнаруживалась все большая усталость болгарских войск: надежды на капитуляцию турецких соединений не подтверждались — в частности, завершился неудачей штурм укреплённых позиций османской армии в районе Чаталджи. Кроме того, постепенно выявлялись и существенные разногласия в стане союзниками: возник «румынский фактор» (правительство Румынии, не участвовавшей в войне, стало требовать территориальных и материальных компенсаций), а патриотический порыв болгарского населения постепенно угасал. Как результат стала ощущаться «изнанка победы» — заголовок одной из статей Троцкого — заключавшаяся в жертвах среди болгар.

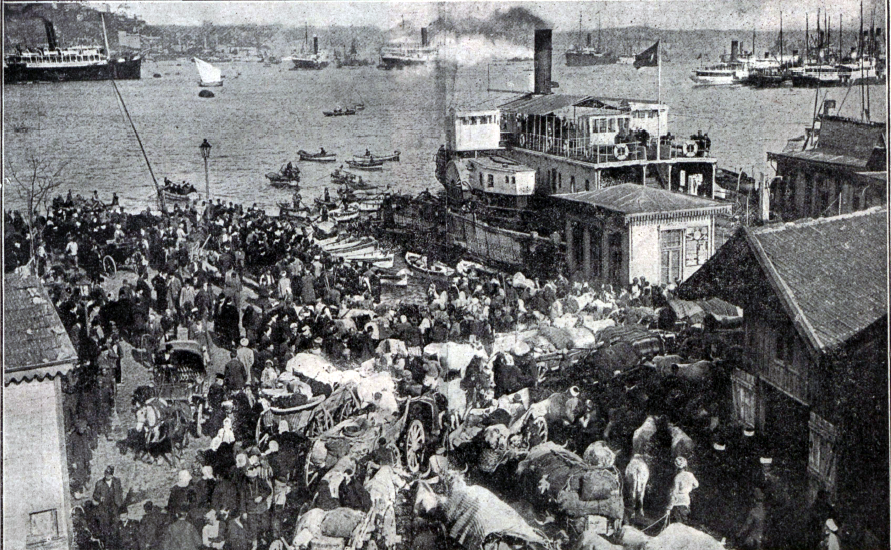
Беженцы на набережной Босфора (1912)

Цикл «душераздирающих» статей Антида Ото, посвящённых страданиям рядовых участников войны, был открыт его статьей «Раненые». Посещая госпитали в восточной части Болгарии, Троцкий смог лично беседовать с пострадавшими солдатами, из первых рук получая информацию о тяжести войны:
Окутанные еще громом и дымом сражения, которое их искалечило, они кажутся пришельцами из другого, таинственного и странного мира. У них нет еще мыслей и чувств, которые выходили бы за пределы только что пережитого ими сражения.
Передаваемые Троцким рассказы содержали и информацию о мужестве солдат и офицеров, о нехватке боеприпасов, об отсутствии быстрой санитарной помощи на поле боя, о провокациях со стороны Османской армии, гнавшей в первых шеренгах христианских подданных султана, о разгул мародерства на освобожденные от турецкой власти территории и так далее. Поскольку цензура не пускала журналистов непосредственно на линию фронта (не позволяла им проделать поход с армией и увидеть военные операции изнутри), только таким образом Троцкий мог собирать сведения о самих боевых действиях. В тот момент Троцкий полагал, что страшные последствия войны «надолго лягут страшной тяжестью на культурное развитие маленькой страны», хотя её народ и «считал эту войну нужной, справедливой, своей войной»:
Оттого болгарские солдаты, выступая в поход, украшают себя цветами, оттого полки так гордо идут в атаку под жестоким артиллерийским обстрелом, оттого отдельные кавалерийские части так удачно выполняют партизанские поручения, оттого, наконец, многие раненые просятся, тотчас по выздоровлении, на боевую линию.

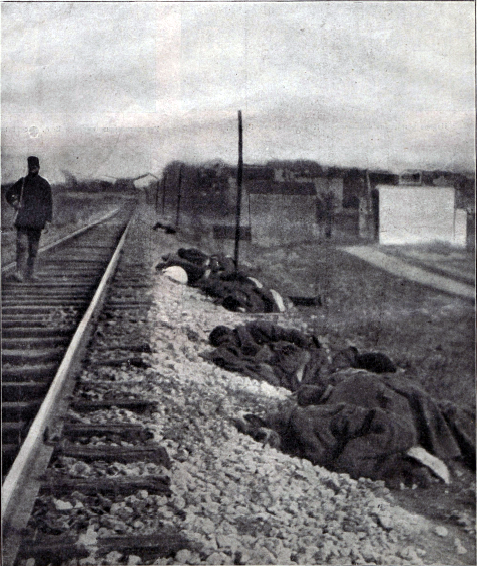
В турецком лагере: погибшие от холеры

В следующих репортажах Троцкого, видевшего причиной кризиса незрелость государственных институтов на полуострове, начали появляться и сведения о действиях самих болгар: в статье «Рассказ раненого» передавался эпизод боя в районе Лозенграда, где болгарское соединение обнаружило несколько десятков тяжело раненных солдат Османской империи:
Тут наши их и прикололи. Был такой приказ, чтобы не отягощать ранеными транспорта… Не спрашивайте про это: невыносимо вспоминать про истребление безоружных, искалеченных, полумертвых людей.
Осада турецких укреплений Чаталджи — а затем и недолгое перемирие — привели к тому, что внимание Троцкого переключилось на внутренние события: анализ быта болгарской столицы в условиях, когда стали иссякать надежды на скорую и «блестящую» победу. В ряде статей Троцкого отмечалось, что именно болгарские вооруженные силы несли на себе основную тяжесть боевых действий, в то время как сербские войска были заняты в основном в Македонии, где заметных военных операций не проводилось. Фельштинский и Чернявский отмечали, что как характер информации, так и сам тон статей Троцкого — отмечавшего особенно высокий градус самоуверенности болгарской элиты, особенно после первых больших успехов осенью 1912 года — стал в тот период более пессимистичным, а его материалы все меньше удовлетворяли болгарскую цензуру: некоторые рукописи материалов вообще не публиковались, оставались в личном архиве их автора, и увидели свет только в советское время. В частности, неопубликованной осталась статья «Длинный месяц», содержавшая важные оценки и выводы:
Пошли холодные ночи, Витоша [гора над Софией] покрылась снегом, хозяин отеля пустил по чугунным трубам горячую воду, по утрам вползает в открытое окно скверный туман, дождь идет два дня из трех... На улице все меньше корреспондентов и все больше раненых, уволенных из больниц.

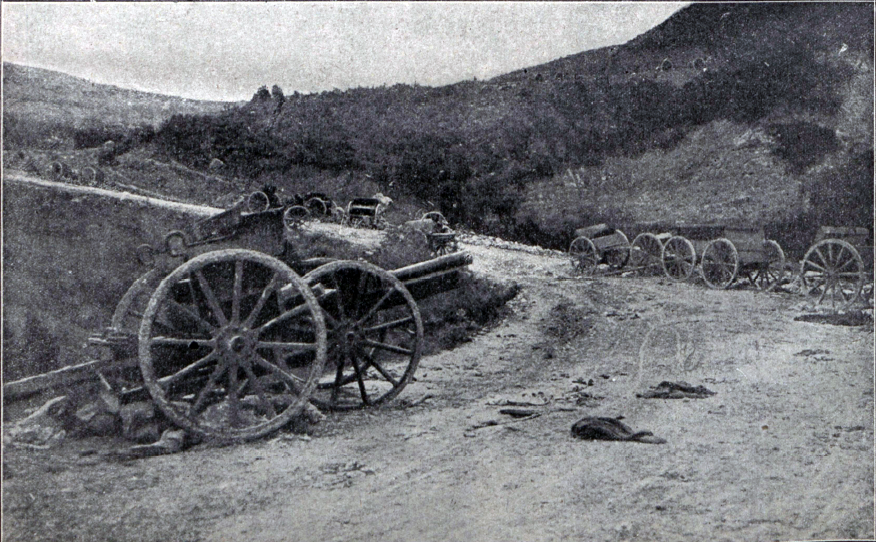
Оставленные редуты

В данный период Троцкий впервые упоминал имя писателя и военного журналиста Василия Немировича-Данченко, примыкавшего к партии кадетов. Фельштинский и Чернявский полагали, что ревниво относившийся к успехам других журналистов Троцкий, считавший необоснованный кураж местных военных и политиков опасным, просто не мог не задеть коллегу:
Уже никого здесь не приводит в восторг большой патриотический барабан Вас. И. Немировича-Данченко, ибо раздражающая фальшь слышится в звуках этого музыкального инструмента даже самому тугому уху... Население устало от побед — оно хочет победы.
Статья «Юч-Бунар», опубликованная в газете «Луч», вела рассказ о бедняцком районе самой Софии, где в самых жалких условиях проживали цыгане, евреи и болгары и который посетил Троцкий, охарактеризовав его как «безраздельное царство нищеты», где женщины являлись «вьючными животными». Овладев болгарским, будущий нарком смог вести почти свободные беседы с обычными гражданами. В результате он смог увидеть слабость всей политической системы Болгарского государства.

### Болгария и Россия

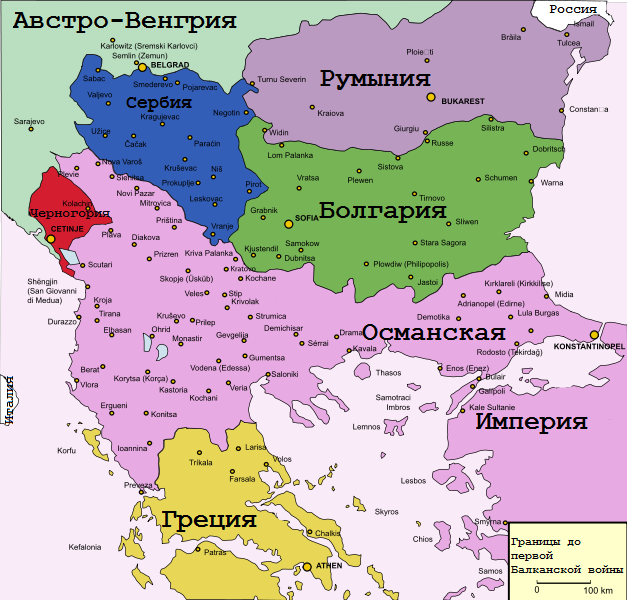
Государства Балканского союза

По мнению Фельштинского и Чернявского, Троцкий «особенно осторожно и взвешенно» формулировал свои оценки внешнеполитического курса Российской империи на Балканах: непосредственно данной тематике была посвящена всего одна статья, появившаяся в начале войны. Материал был оформлен в виде беседы с неназванным «болгарским государственным деятелем», которому автор дал «яркую характеристику», и представляла собой скорее историю о болгарской политике по отношению к России, нежели наоборот. Троцкий, отмечая, что сам Балканский союз был образован при содействии властей Империи, полагал, что российские дипломаты того времени (Александр Извольский, Николай Чарыков и Николай Гартвиг) стремились направить его не против державы Османов, а против Австро-Венгрии. При этом Троцкий признавал «освободительную роль» Российской империи по отношению к балканским народам только в прошлом: по мнению будущего наркома иностранных дел, ей пришёл конец в тот момент, когда освобождённые народы захотели реальной независимости. После чего Российское государство встало на позицию сохранения статус-кво на Балканах (о позиции империи был извещен, в частности, болгарский царь Фердинанд), перенеся центр своего внимания на Дальний Восток, а союз балканских стран стал «антитурецким».
В статье Троцкий полагал, что официальная российская дипломатия ужаснулась тому направлению, которое стали принимать балканские события. Тем не менее Троцкий, интересовавшийся конкретными путями «улучшения участи наших христианских братьев в Турции» (подобный «расплывчатый» тезис был популярен в годы войны), высказывал надежду, что Балканская война, тогда ещё не имевшая номера, «станет историческим вступлением к балканской федерации».

### Македония

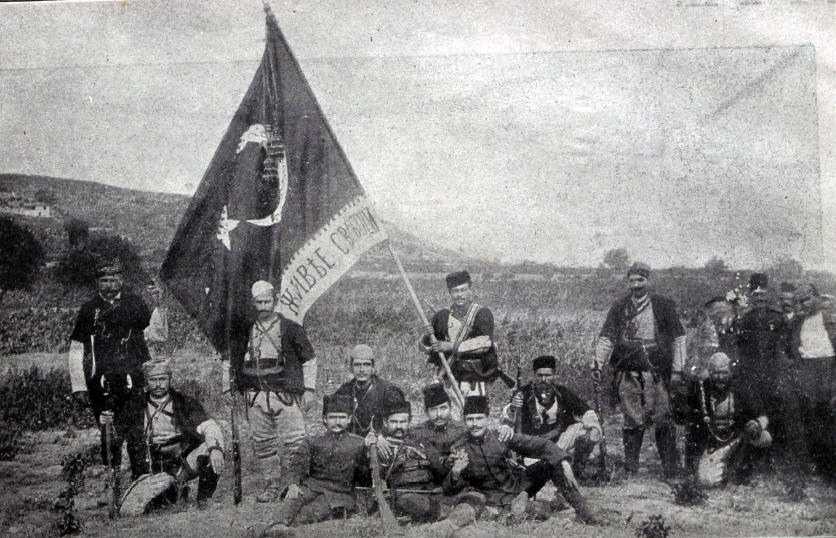
Македонские четники (1908)

Троцкий сознавал, что в центре внутрибалканских противоречий и международных конфликтов в те годы находился «македонский вопрос»: о событиях в Македонии он писал в целом ряде статей, почти каждый раз подчёркивая «болгарскую этническую принадлежность» славянского населения данной османской провинции. Троцкий полагал, что совпадение этнических границ с государственными привело бы к стабилизации региона, а политическая стабильность, в свою очередь, послужила бы фактором невмешательства Великих держав в дела на Балканах. Однако союзники Болгарии претендовали на значительные части Македонии. Болезненным оставался вопрос и о четническом (партизанском) движении в самой Македонии, которому Троцкий посвятил специальную статью, названную им «Четничество и война». По мнению Фельштинского и Чернявского, в данной работе и последующих публикациях проявилось разностороннее знакомство их автора с сущностью национально-освободительной борьбы в Македонии: с деятельностью Внутренней македонско-одринской революционной организации, с позицией её руководителей и особенностями тактики борьбы. Антид Ото добавлял, что революционные четы зачастую вырождались в разбойничьи банды, а их начальники исполняли роль руководителей погромщиков. В Софии Троцкий встречался с македонскими деятелями, эмигрировавшими в Болгарию после поражения Илинденско-Преображенского восстания 1903 года: в частности обширный материал был дан беседами с непосредственным участником восстания Христо Матовым, считавшимся одним из правых македонских деятелей и сторонником скорейшего присоединения Македонии к Болгарии. Соглашаясь с Матовым, Троцкий высказывался о четничестве 1904—1908 годов как о причине, вынудившей Турцию приступить к финансовой реформе в регионе, с последующим назначением туда христианского генерал-губернатора. Кроме того Троцкий обращал внимание на дипломатичность македонских революционеров, которые, «заготовляя адскую машину», уже заранее ориентировались, какое эхо она найдет в европейской прессе и кто именно из дипломатов «превратит их динамит в новую „македонскую“ ноту».

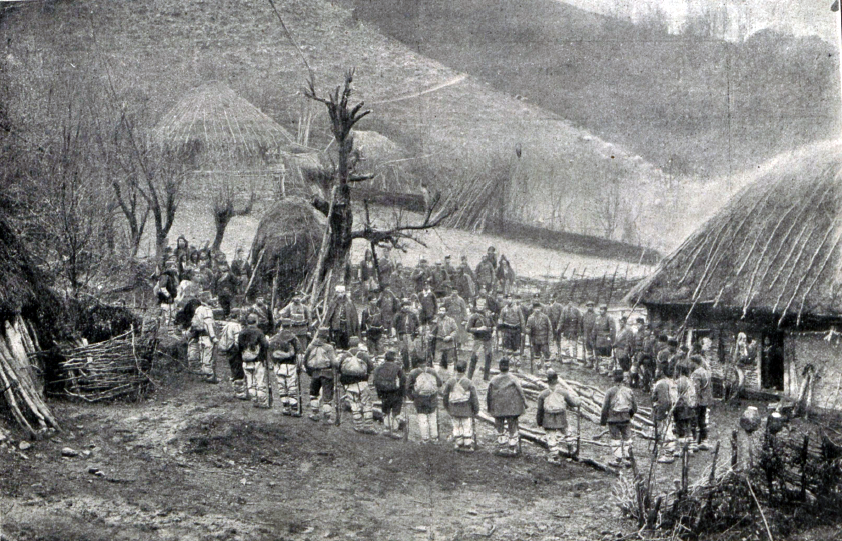
Македонские четники принимают присягу

Благодаря статьям Троцкого в российской печати появились имена руководителей болгарского национально-освободительного движения: в частности Яне Санданского, Петра Ацева и Петра Чаулева. Троцкий, полагавший одной из причин войны на полуострове попытку решения ряда объективных задач «сверху» (методами насилия), давал своим читателям представление и о расхождениях в тактике среди деятелей движения и о появлении у него боевой организации, включавшей сельскую милицию во главе с воеводами. В данных материалах Троцкий почти не комментировал приводимые им же факты о террористической деятельности македонских чет, давая понять, что не считал её конструктивной.

### Цензура и болгарская политика
Постепенно у Троцкого возник конфликт с болгарской военной цензурой, к которой он первоначально относился «несколько снисходительно» и «даже иронично»: в тот период цензура пропустила в печать даже критическую статью о себе самой — она была опубликована в газете «День». В данном тексте Троцкий, соглашаясь с необходимостью сохранения военной тайны, ставил под сомнение саму возможность получения неприятелем секретных сведений из газет. Фельштинский и Чернявский полагали, что революционер «скорее всего лукавил», поскольку уже в те годы было известно об использовании «невинных репортажей» для сбора сведений о противнике. Но Троцкий, полагавший что «чудовищное самомнение» балканской элиты питалось в том числе и режимом цензуры (обработкой местного общественного мнения), пытался доказать, что в реальности сама цензура выходила за пределы отведённой ей функции, превращаясь из военной в полицейскую и политическую; главными цензорами числились радикальный поэт Петко Тодоров, который всего за два года до войны выступал вместе с Троцким на митинге против панславизма, и бывший анархист Симеон Радев. Цензоры считали своим правом и даже долгом убирать факты и оценки, способные представить какую бы то ни было область болгарской общественной жизни с неблагоприятной или нежелательной стороны:
В результате телеграфное корреспондирование превращается в сплошную борьбу с препятствиями.

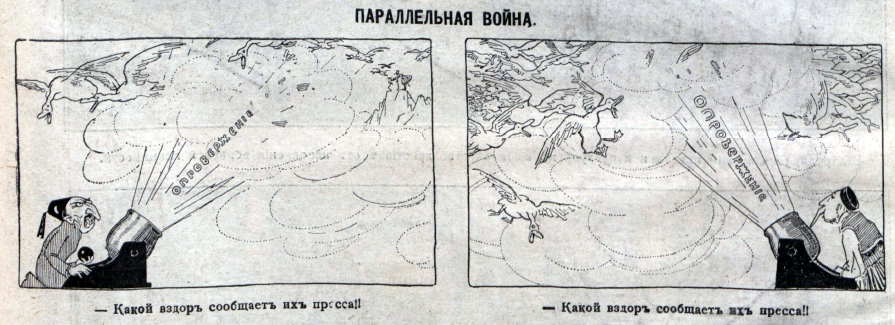
Карикатура на цензуру «Параллельная война»

Исследователи позже отмечали, что пребывание Троцкого в Болгарии — политический режим в которой он характеризовал как «аграрно-колониальный парламентаризм» — сохранилось не только в виде публикаций самого революционера, но и в памяти ряда деятелей страны, причём, не принадлежавших к социалистическим кругам: через несколько десятилетий в софийских газетах появились воспоминания о встречах с будущим советским наркомом, написанные болгарским журналистом и издателем Костой Списаревским, являвшимся во время Балканский войн редактором газеты «България»:
Среднего роста, с крепкой мускулатурой, крупной головой и открытым широким лицом, черной разбросанной грудой волос, с маленькой черной бородкой и золоченым пенсне… внешность его привлекала, не отталкивала.
По воспоминаниям Списаревского Троцкий, в отличие от других русских корреспондентов, не пил ракию, предпочитая чай, который «хлебал с утра до вечера». О болгарской политической действительности Троцкий, отмечая незрелость местной демократии, был плохого мнения: он «не мог представить себе», как в крестьянской стране с примитивной экономикой смогли возникнуть пятнадцать политических партий (те из них, что прошли в парламент, на практике поддержали новую войну, проголосовав за военные кредиты: исключение составили сербские и болгарские социалисты, голосовавшие против). Списаревский полагал, что у Троцкого были планы написать книгу о политической жизни Болгарии — о воздействии Российской и Австро-Венгерской монархий на жизнь страны; дальнейшие события не дали Троцкому возможности реализовать подобный замысел, хотя в 1923 году он и Христо Кабакчиев совместно написали книгу «Очерки политической Болгарии».

### Румыния. Милюков

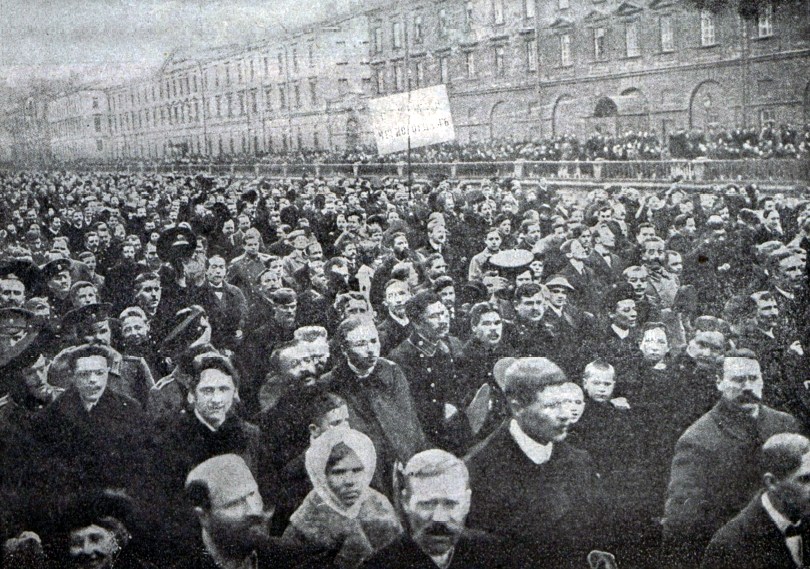
«Славянофильская» демонстрация в Санкт-Петербурге в 1913 году

С конца ноября 1912 до лета 1913 года Троцкий — отмечавший, что содержание большинства газет региона было лишь вариациями на тему, заданную сообщениями из Генерального штаба — находился преимущественно в Румынии, наведываясь в Вену, где оставалась его семья. В Бухаресте он снова встретился и сблизился с Раковским. Уделяя в данный период значительное внимание ситуации в Румынии, Троцкий продолжал держать болгарские события на первом месте. Подписанный 17 (30) мая 1913 года Лондонский мирный договор не решал «болгарский национально-территориальный вопрос»: предписание соглашения о разделе между балканскими союзниками территорий Фракии и Македонии оказалось для них неразрешимой задачей.
На этом фоне неожиданно возник и «внутрироссийский панславистский» сюжет: революционная партия кадетов и её лидер Павел Милюков «настоятельно призвали» правительство Российской империи по возможности мирно — но, в случае необходимости, и военным путём — добиваться получения контроля над Константинополем и Черноморскими проливами. По этому поводу Антид Ото выступил в «Киевской мысли», а Троцкий — в «Луче». Вступив в прямой спор с «проповедником панславизма» Милюковым и имея в виду состоявшуюся в 1912 году поездку лидера кадетов на Балканы, Троцкий — вообще уделявший большое внимание анализу российской печати о ситуации на полуострове и еще в начале 1913 года писавший о заговоре молчания «всей нашей патриотической печати» — задавал неудобные («задиристые») риторические вопросы, касавшиеся насильственных действий союзных армий над турками, о которых умалчивала газета Милюкова «Речь»:
Не похожи ли при этих обстоятельствах Ваши протесты против турецких жестокостей, которых я совсем не собираюсь отрицать, на отвратительное фарисейство, вытекающее, надо думать, не из отвлеченных начал культуры и гуманности, а из больших расчетов империалистической корысти?

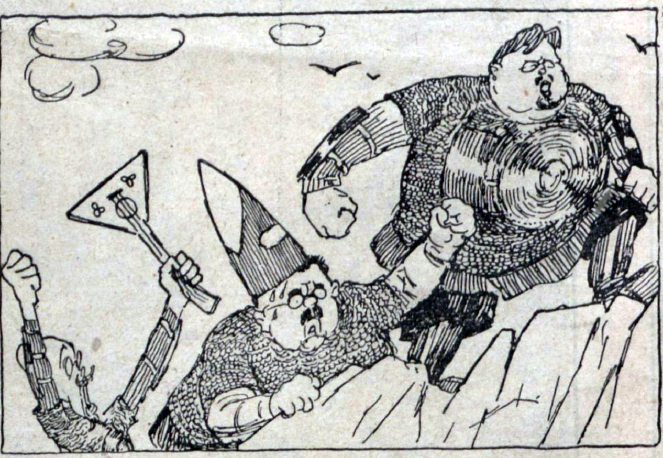
Фрагмент карикатуры «Пуришкевич, Бобринский и Савенко отправляются в поход» (1913)

Не вступив в прямую полемику с Троцким, Милюков всё же ответил статьёй, в которой утверждал, что болгарские офицеры прилагали все силы для соблюдения норм ведения войны, хотя и признавал «не гуманное поведение» как сербских, так и болгарских военных. В полемику о «моральной катастрофе», продлившуюся несколько месяцев, включились и другие печатные органы Империи: журналист Михаил Осоргин (Ильин) опубликовал в «Вестнике Европы» статью о неназванном болгарском генерале, распорядившимся устранять пленных, в случае если они мешают передвижению войск и проводить этнические чистки; Троцкий же разъяснил, что речь шла о знаменитом Радко Димитриеве, которого Василий Немирович-Данченко возвёл в «болгарские Наполеоны». Несмотря на то, что прогрессивность болгарского дела была для Троцкого безусловной, он все же «тыкал в нос» Милюкову и другим либералам-славянофилам «каннибальский приказ» Димитриева и уточнял, что ему было «совсем не безразлично, какими путями это освобождение совершается».

### Межсоюзническая война

#### Предсказание новой войны

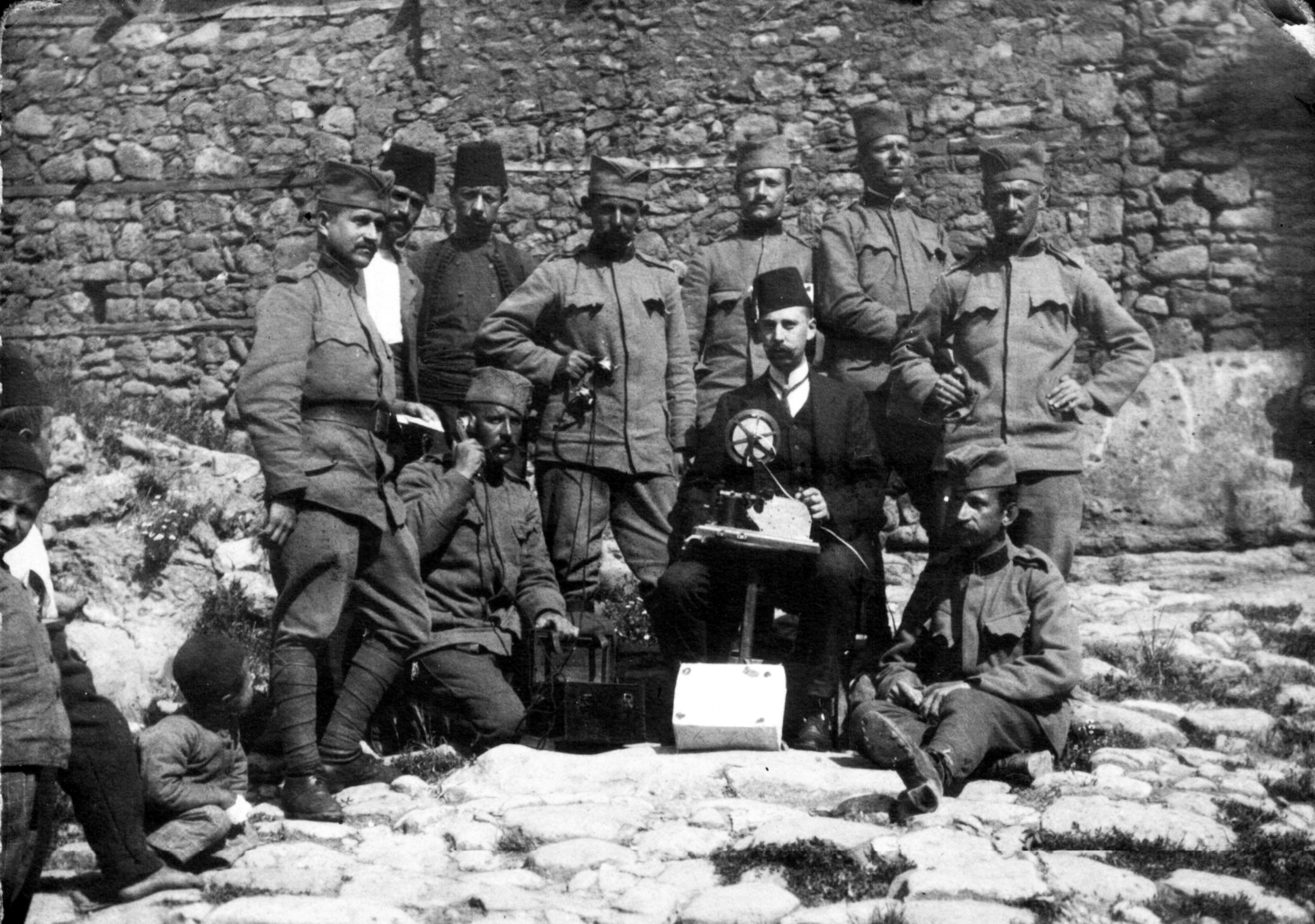
Сербские солдаты в Кратово (1913)

Весной и летом 1913 года в текстах Троцкого, пришедшего к тому моменту к выводу, что сама война на полуострове имела под собой ряд фундаментальных причин, на первый план вышел анализ противоречий между балканскими союзниками, приведшие в результате ко Второй Балканской (Межсоюзнической) войне. В мае 1913 года Сербия и Греция заключили против Болгарии тайный союз, к которому затем примкнула и Черногория: соглашение, рассматривавшееся позже Троцким как доказательство захватнических устремлений его участников, предусматривало раздел Македонии между Сербией и Грецией; его поддержала и Румыния, претендовавшая на Южную Добруджу, являвшуюся в тот период болгарской житницей. Одновременно с востока Болгарии вновь стала угрожать Османская империя, правительство которой желало возвратить утраченные недавно территории. В середине июня на полуострове началась новая война, продолжавшаяся всего полтора месяца и завершившаяся полным поражением Болгарии: 28 июля (10 августа) был подписан Бухарестский мирный договор, по которому Болгария потеряла Южную Добруджу в пользу Румынии, а почти вся Македония (кроме небольшого Пиринского края) доставалась Сербии и Греции.
В данных обстоятельствах Троцкий, пребывая поочерёдно в Бухаресте и Вене (где постепенно разваливался Августовский блок, в создании которого он принимал активное участие), попытался дать собственный анализ событий: Фельштинский и Чернявский считали, что его оценки, направленные на вскрытие факторов напряженности в регионе, стали «претерпевать все большую эволюцию» от общедемократических в сторону более близких революционеру социал-демократических; динамика эволюции прослеживалась биографами в статьях весны, лета и осени 1913 года. В частности, от тезиса «народ хочет войны» будущий наркомвоенмор перешел к суждению, что войну взяли в руки лица, не имевшие в виду интересы македонского крестьянства, а преследовавшие собственные «буржуазно-хищнические» корыстные интересы.
В статье «Их работа», содержание которой выходило за пределы балканских событий, Троцкий, ставший к тому моменту авторитетом в балканской проблематике, предсказывал вполне реальную возможность возникновения новой войны на полуострове:
И нет ничего невероятного в том, что окончание войны союзников с турками будет началом войны болгар с греками или сербами за деление добычи. Шестая балканская „держава“, Румыния, не принимавшая участия в войне, ощущает, однако, большую потребность в присвоении того, что плохо лежит, и предъявила, как известно, Болгарии свой счет за „невмешательство“. И пока еще неизвестно, чем будут подписываться обе стороны на счете: простыми чернилами или опять-таки кровью.
Балканские события, по предположению Троцкого, вывели из равновесия все страны Европы, в которых усилились как реваншистские настроения, так и ирредентизм; в результате чего весь континент стал превращаться в «сплошной военный лагерь». Вывод о неизбежности общеевропейской войны не был ещё сделан будущим наркомом, но «бешеный рост милитаризма», связанного с обострением межнационального антагонизма, и «сказочные барыши… лавочников, торгующих броненосцами, пушками, ружьями и порохом» были для него очевидны. В качестве ответа на опасность большой войны Троцкий предлагал социал-демократам, которым он всего посвятил одиннадцать своих статей, вести просветительную работу: в подобном духе им было написано письмо от имени социал-демократических депутатов IV Государственной думы Российской империи, адресованное социал-демократической фракции австрийского рейхсрата и Правлению венгерской социал-демократии.

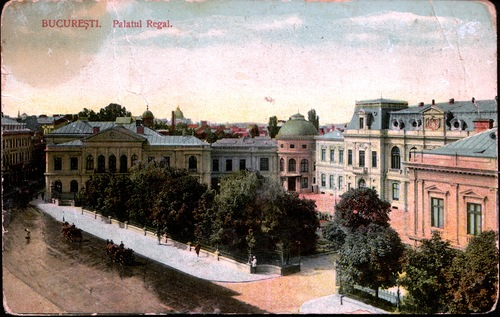
Бухарест в 1913 году

«Продолжением и обобщением» всего балканского цикла Троцкого была серия «хорошо аргументированных» статей, посвящённая итогам Межсоюзнической войны: «Организаторы катастрофы», «Голяма поука» («Большой урок») и «Кризис Болгарии». В отличие от предыдущих материалов, кратких и конкретных, данная группа состояла из значительных по объёму текстов, носивших итоговый, ретроспективный характер. Статьи содержали как объективные, так и субъективные причины войны и в целом давали весьма негативные оценки политическому истеблишменту Балканских стран — в частности, Болгарии (Межсоюзническую войну Троцкий напрямую называл «позором для тех, кто правит судьбами балканских народов»). Причинами катастрофы страны Троцкий считал межпартийные склоки, конфликты партийных лидеров с царём Фердинандом и стремлении лидеров, начавших войну в стремлении полностью ликвидировать влияние Османской империи в регионе, «нажиться на страданиях народа»:
Мы привыкли думать, будто правящие [круги] знают какое-то особое искусство управления, расчета и предвидения, — и когда оказывается, что наверху царят безоглядное легкомыслие и самоуверенная глупость, бывают всегда поражены.
При этом Троцкий, склонный в тот период к поддержке национально-освободительных движений как таковых, был целиком на стороне Болгарии в её конфликте с Румынией: в своем анализе, «имевшем налет компилятивности», он обращал внимание на тот факт, что болгарские солдаты, призванные в армию в Южной Добрудже, вынуждены были возвращаться с войны в другую страну, чем та из которой они были призваны.
Находясь после Софии в Бухаресте, Троцкий, которого его биографы считали склонным к историко-культурному анализу, занялся сопоставлением болгар и румын: первые сравнения появились уже в его первых публикациях из Румынии. В «любопытных» бытовых и психологических зарисовках Троцкий описывал болгар как весьма экономных и не склонных к роскоши или мотовству; в Румынии же ситуация, с точки зрения революционера, выглядела иначе: несмотря на то, что индустрия в стране в те годы только зарождалась, городская жизнь на центральных улицах столицы создавала впечатление роскоши; автор связывал это с традициями (феодальными пережитками) «боярской культуры», склонной к показному расточительству и транжирству, пусть и за счёт растущих долгов (при том, что половина населения ходила босяком). При этом именно Румыния, по версии Троцкого, стала основным выгодоприобретателем войны.
Используя марксистские социально-экономические понятия, Троцкий писал, что в то время как Болгария и Сербия вышли из-под османского господства «примитивными крестьянскими демократиями», Румыния сохраняла в деревне «чисто феодальные отношения» (данные оценки критически воспринимались позднейшими исследователями). При этом Фельштинский и Чернявский отмечали, что знакомство Троцкого с Болгарией было намного более глубоким, нежели с Румынией.

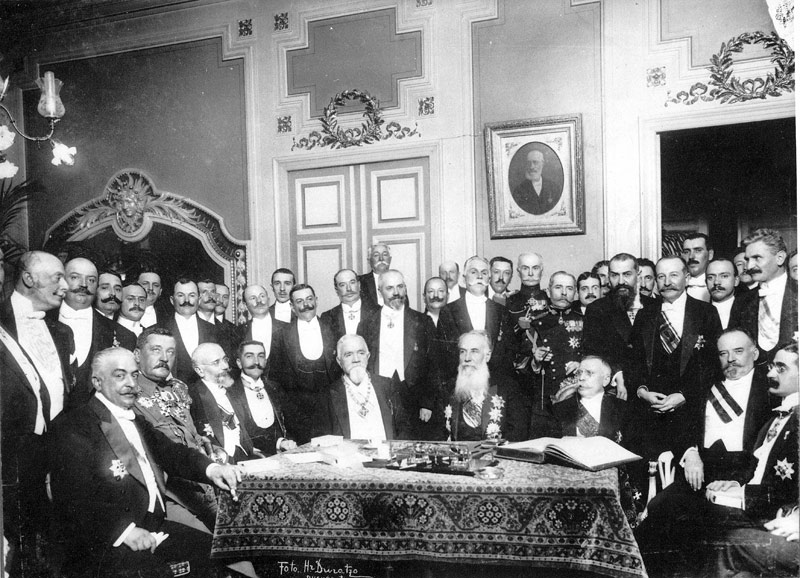
Делегаты Бухарестской мирной конференции

Троцкий находился в Бухаресте как раз в то время, когда в городе был подписан Бухарестский мирный договор, которому революционер посвятил большую статью. Опираясь на суждения политических наблюдателей и иных экспертов, Троцкий высказывал мнение, что договор не способен обеспечить мир на Балканах, поскольку он не решал ни одного из существенных вопросов развития региона — он делал вывод, что «восточный вопрос страшной язвой горит и гноится на теле капиталистической Европы» и создавал материал для будущего «большого взрыва».

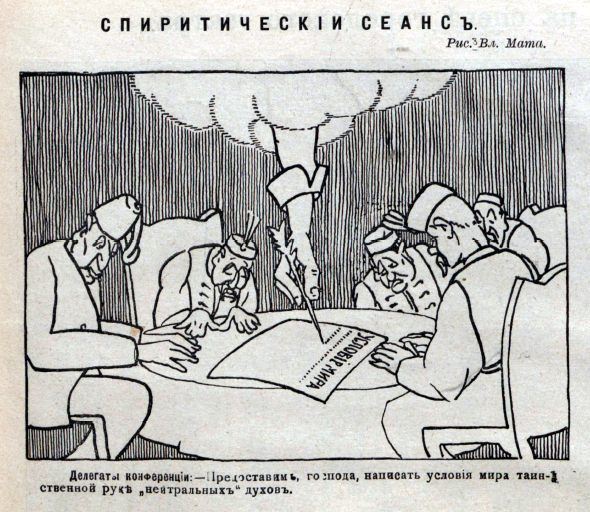
Карикатура «Спиритический сеанс»

При ретроспективном анализе Балканских войн Троцкий рассмотрел и геополитическую ситуацию. Он связывал борьбу молодых государств полуострова за выход к мировым торговым путям с обострением их противостояния с Великими державами того времени:
Румыния зажата между Россией и Австро-Венгрией, что не позволяет ей вести наступательную политику… Пограничная Добруджа всегда будет поддерживать Болгарию в случае войны.
В отдельной статье Троцкий рассматривал и характер румыно-болгарских отношений после заключения мира: данный текст представлял собой «подробно комментируемое» изложение брошюры румынского социалиста Константина Доброджану-Геря «Румыно-болгарский конфликт», которая вышла в Силистре на румынском языке. В стате Троцкий неоднократно упоминал о том предательстве, которое высшие круги Российской империи совершили по отношению к Болгарии, встав на сторону Сербии перед Межсоюзнической войной — «болгары за одни сутки превратились из прославленных героев в жестоких злодеев, как о том писалось даже в милюковской газете». В тот же период Троцким была опубликована статья, главным героем которой стал Христиан Раковский: она была посвящена румынскому социалистическому движению. Данный текст был первой попыткой Троцкого передать биографию Раковского (в последующие годы он будет неоднократно возвращаться к жизни и деятельности румынского социалиста).

#### Добруджа
Кроме того, Троцкий отправил в редакцию и обширный очерк «Поездка в Добруджу», написанный под влиянием общения с Раковским, по приглашению которого и состоялась сама поездка. Из Бухареста в Констанцу Троцкий и Раковский отправились по железной дороге: на станции их встречал кучер из имения Раковского — кучер Козленко в прошлом был матросом броненосца «Потемкин», что навеяло Троцкому ностальгию. В связи с тем, что «видный социалистический лидер» Раковский владел крупным имением, Троцкий не называл имени своего спутника, обозначенного в тексте лишь как «болгарский врач». Очерк содержал и «живое» описание дома Раковского, располагавшегося возле города Мангалия и хранившем единственный в своем роде архив по истории борьбы болгарского народа за свою национальную независимость. Троцкий также описывал, как целые села региона вымирали от голода и нехватки лекарств и как при этом доктора из помещичьих семей осматривали больных крестьян, оставаясь на безопасном расстоянии — используя бинокль.

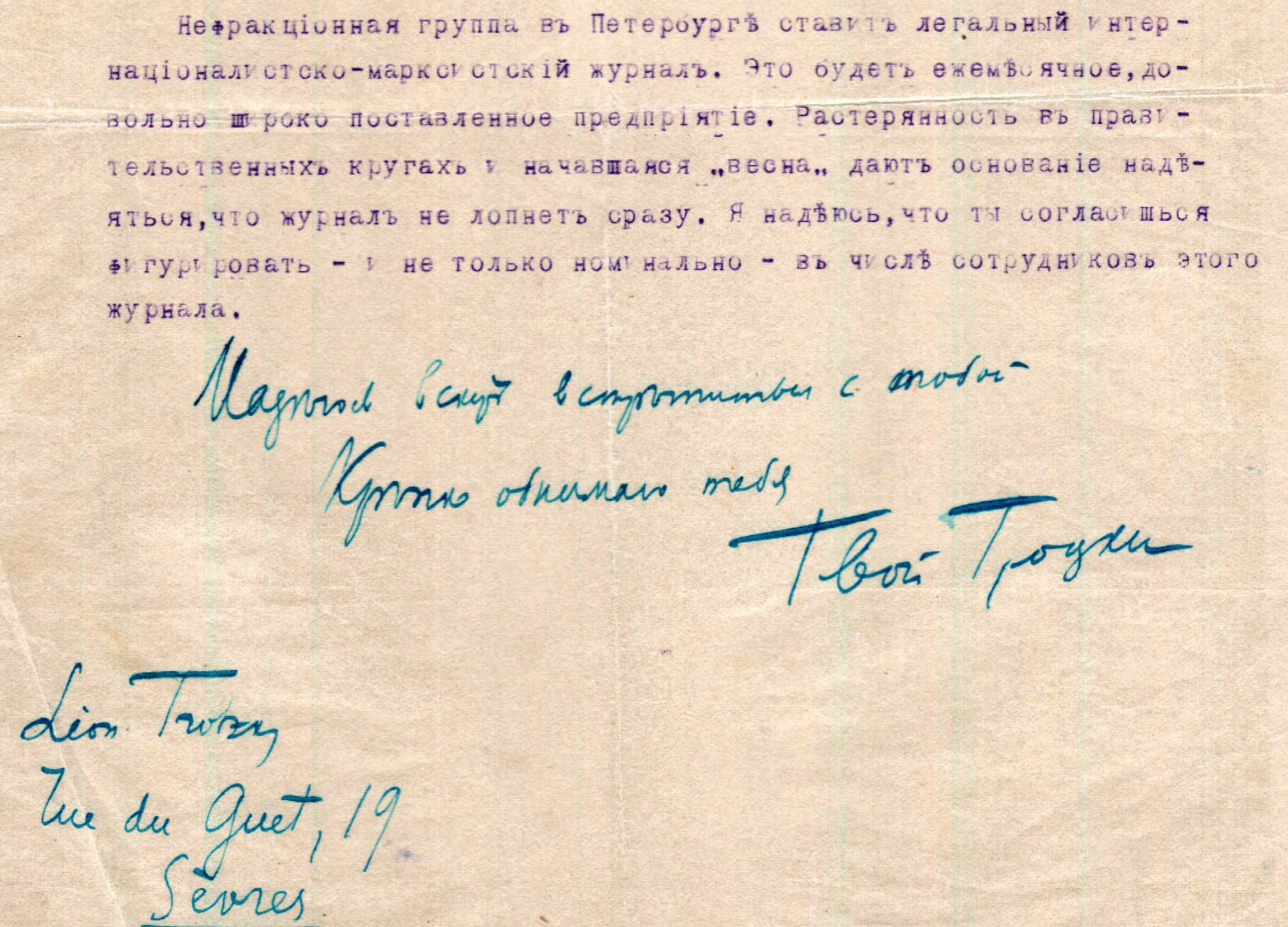
Письмо Троцкого Раковскому (1915)

Образ Раковского, которому Троцкий позже посвятил книгу своих статей 1913 года, стал завершением цикла балканских наблюдений Троцкого — на протяжении следующей четверти века дружба с Раковским и совместное участие в политической деятельности будут оставаться связью Троцкого с Балканами, о которых революционер прочитал десяток книг. В итоге, тринадцать статей Троцкого были посвящены анализу участия в войне Сербии, семь — Болгарии, три — Македонии, а десять — Бухарестскому миру и устройству послевоенной Румынии.

## Оценки и влияние
Историки отмечали, что «впечатляющие» корреспонденции Троцкого о Балканских войнах рассматривались в самой Болгарии в качестве одного из немаловажных источников информации («бесценной летописи») о реальных событиях того времени — «виртуозное описание Троцкого сохраняет свою полезность для многих случаев». Материалы Троцкого вошли в выпущенный уже в 1913 году сборник статей зарубежных журналистов о событиях Первой Балканской войны. Подобно Христо Кабакчиеву, Троцкий рассматривал саму войну как результат стремления болгарского народа к достижению полной государственной самостоятельности (смысл войны он видел в борьбе за экономическое и национально-культурное самоопределение балканских народов); в то же время, в отличие от того же Кабакчиева и других «тесняков», Троцкий писал о стремлении Болгарии к гегемонии на Балканах. Материалы Троцкого о Румынии много раз переиздавались и после 1917 года.

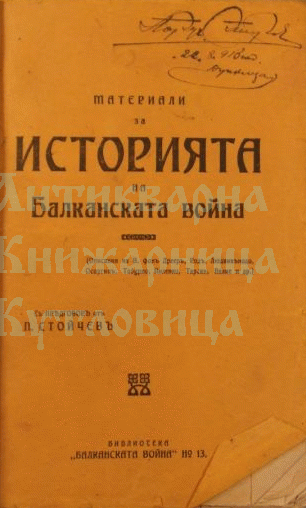
Сборник «Материали за историята на Балканската война» (1913)

Взгляды Троцкого на балканские события казались Фельштинскому и Чернявскому относительно объективными (Троцкий как корреспондент сумели создать интересную и объемную картину Балканских войн — «проявил широкую эрудицию, вплоть до специальных знаний»): они не имели партийной предвзятости, их скорее отличала комбинация социалистических и либерально-демократических воззрений, что можно было объяснить необходимостью соответствовать позиции либеральных издателей. При этом Троцкий в те годы «не писал по политическому заказу»: он проявлял значительную умеренность и в тех случаях, когда выступал на Балканах не в роли журналиста, а действовал как политик-социалист и представитель Второго Интернационала. Дойчер обнаружил «ощущение трагизма», окрасившее всю балканскую корреспонденцию Троцкого, написанную «возвышенным стилем», характерным для либерально-радикальной печати в предреволюционной России, и «образным и ярким языком»:
[Троцкий] с одинаковым пылом посещал и описывал софийские церкви, где служили благодарственные молебны в честь сочиненных пропагандистами побед, госпитали, где разговаривал с ранеными солдатами, грязные, битком набитые тюремные камеры, где узнавал о бедствиях турок-рядовых, удобные гостиницы, служившие местом заключения для турецких офицеров, модные кафе в псевдоевропейских центрах балканских столиц и жалкие, почти азиатские окраины, рассадники нищеты, ужаса и вырождения.
Сотрудничество Троцкого с «Киевской мыслью» продолжалось и после балканской командировки — вплоть до начала Первой мировой войны — хотя и значительно менее интенсивно: последняя предвоенная статья революционера была опубликована редакцией 19 июня 1914 года; в годы войны сотрудничество возобновилось. Статьи Троцкого о Балканских войнах, названные профессором Яном Тэтчером «классикой антивоенного журнализма», стали значительным первичным вкладом в изучение истории как Болгарии, так и Балкан в целом — примером блестящей журналистики. Крайне подробная информация и личная оценка, которую Троцкий даёт социалистическому движению на Балканах, а также — прямые цитаты раненых болгарских солдат и офицеров (в сочетании со свидетельствами турецких военнопленных), делали работу Троцкого как интересной, так и важной и в XXI веке.

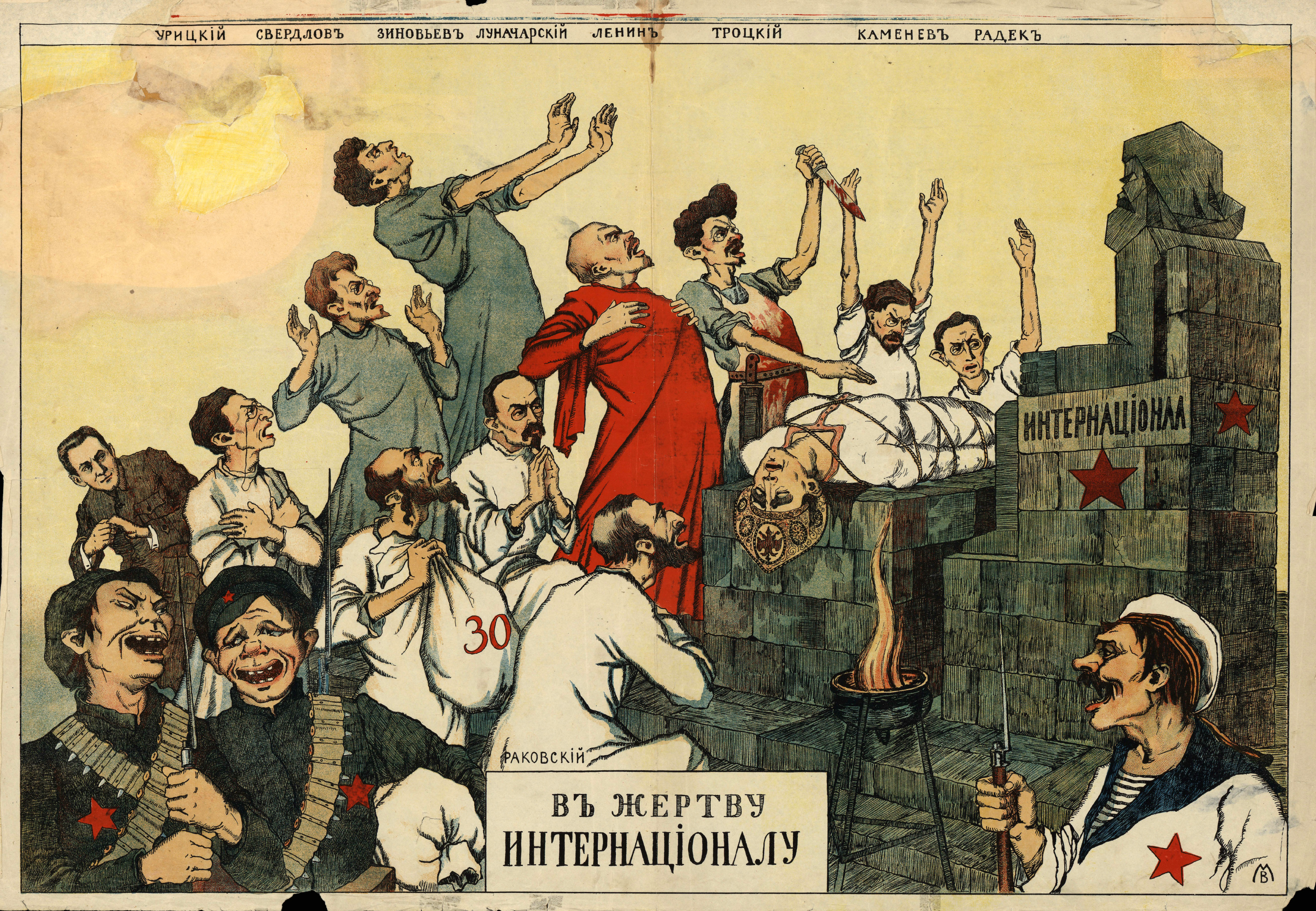
Белогвардейский плакат «В жертву Интернационалу» (1919)

Пребывание Троцкого на Балканах, бывшее сравнительно недолгим, и работа в роли военного корреспондента оценивались самим революционером как немаловажная подготовка не только к военному 1914, но и к революционному 1917 году — стало важным периодом его становления как теоретика и политика. Увиденные «военные зверства» всё же не сделали Троцкого пацифистом в строгом смысле этого слова. В частности, в 1918 году Троцкий — уже в роли наркомвоенмора и вопреки воле Владимира Ленина — не допустит представителей Красного Креста на линию фронта Гражданской войны, чтобы не дать им возможность увидеть последствия обстрела Казани.

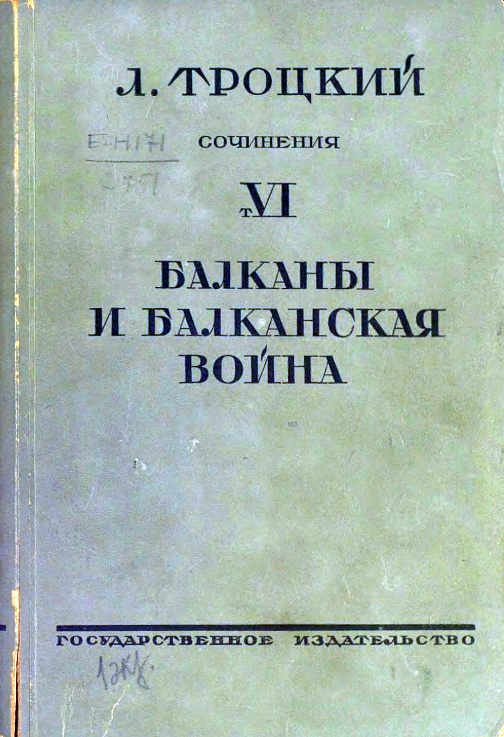
Троцкий, «Балканы и Балканская война» (1926)

## Издания и переводы
В советское время «балканские» работы Троцкого стали частью его собрания сочинений — в 1926 году некоторые из приблизительно 70 статей по военной тематике вошли в шестой том, названный «Балканы и Балканская война». Книга была снабжена предисловием (вводной статьёй) будущего советского оппозиционера И. М. Павлова (Нильского), дававшим обзор «Восточного вопроса». Статьи были сгруппированы в три раздела: «У порога войны», «Война» и «Послевоенная Румыния». После высылки Троцкого за пределы СССР его статьи периода Балканских воин не изучались, хотя менее многочисленные публикации Ленина подробно рассматривались советскими исследователями.
Английский перевод книги, сделанный Брайаном Пирсом, появился только в 1980 году под «несколько обманчивым» (англ. slightly misleading) заголовком англ. The War Correspondence of Leon Trotsky. The Balkan Wars 1912—13, акцентировавшим внимание только на второй части. В 1993 году, в связи с началом серии Югославских войн, часто объединявшихся под названием «Третьей Балканской» и считавшихся развязкой конфликтов начала века, книга Троцкого была переиздана в качестве важного источника по истории полуострова — отзывы читателей на сайте Amazon показывали широту интерпретаций труда революционера спустя почти сто лет после написания. Немецкий перевод с русскоязычного оригинала появился в середине 1990-х годов.
В XXI веке сборник «Перед историческим рубежом. Балканы и Балканская война» был дважды переиздан на русском языке (с расширенным справочным аппаратом): в 2011 году Центром международных исследований «Новый Прометей», а в 2015 — московским издательством «Директ-Медиа».

## Статьи Троцкого о Балканах
- Троцкий Л. В дороге // День : газета. — 1912. — 4 октября (№ 3).
- Троцкий Л. Белград // День : газета. — 1912. — 4 октября (№ 3).
- Троцкий Л. Первые впечатления // Киевская мысль : газета. — 1912. — 3 октября (№ 274).
- Троцкий Л. Клубок противоречий // Киевская мысль : газета. — 1912. — 13 декабря (№ 345).
- Троцкий Л. Сербия в силуэтах (Пашич, Пачу, Проданович, Драшкович) // День : газета. — 1912. — 5 октября (№ 4).
- Троцкий Л. Лаза Пачу // Киевская мысль : газета. — 1912. — 5 октября (№ 276).
- Троцкий Л. Стоян Новакович // Одесские новости : газета. — 1912. — 19 декабря (№ 8902).
- Троцкий Л. Никола Пашич // Киевская мысль : газета. — 1912. — 14 декабря (№ 346).
  - Троцкий Л. Никола Пашич // Киевская мысль : газета. — 1912. — 17 декабря (№ 349).
- Троцкий Л. Сербская пресса // День : газета. — 1912. — 20 ноября (№ 49).
  - Троцкий Л. Сербская пресса // День : газета. — 1912. — 22 ноября (№ 51).
- Троцкий Л. Политические партии // День : газета. — 1912. — 30 декабря (№ 87).
- Троцкий Л. Сербия и Черногория // Киевская мысль : газета. — 1912. — 21 декабря (№ 353).
- Троцкий Л. Из истории одной бригады // День : газета. — 1912. — 25 декабря (№ 84).
  - Троцкий Л. Из истории одной бригады // День : газета. — 1912. — 29 декабря (№ 86).
- Троцкий Л. Вокруг войны // Киевская мысль : газета. — 1912. — 24 октября (№ 295).
- Троцкий Л. Жест г-на Брянчанинова (Сербия и русские славянофилы) // Киевская мысль : газета. — 1912. — 29 декабря (№ 360).